# Nomia opulenta
Nomia opulenta är en biart som beskrevs av Smith 1864. Nomia opulenta ingår i släktet Nomia och familjen vägbin. Inga underarter finns listade i Catalogue of Life.